# Bujały-Mikosze
Bujały-Mikosze – wieś w Polsce położona w województwie mazowieckim, w powiecie sokołowskim, w gminie Jabłonna Lacka. Ma status sołectwa.
Za Królestwa Polskiego istniała gmina Bujały. W latach 1954–1959 wieś należała i była siedzibą władz gromady Bujały-Mikosze, po jej zniesieniu w gromadzie Jabłonna. W latach 1975–1998 miejscowość administracyjnie należała do województwa siedleckiego.
Wierni wyznania rzymskokatolickiego zamieszkali w miejscowości należą do parafii Wniebowzięcia Najświętszej Maryi Panny w Jabłonnie Lackiej.